# Ewelina Serafin
Ewelina Serafin primo voto de la Cruz (ur. 29 czerwca 1977 w Opolu) – polska aktorka teatralna i filmowa.

## Życiorys
W 2000 ukończyła studia na Wydziale Aktorskim Państwowej Wyższej Szkoły Filmowej, Telewizyjnej i Teatralnej im. Leona Schillera w Łodzi.
Ogólnopolską rozpoznawalność przyniosła jej rola Kasi, dziewczyny Marka Mostowiaka (Kacper Kuszewski) w serialu TVP2 M jak miłość, w którym grała w latach 2000–2012. W latach 2001–2002 była aktorką w Teatrze im. Wandy Siemaszkowej w Rzeszowie. 28 września 2007 uczestniczyła w pierwszej edycji programu Gwiazdy tańczą na lodzie.
Była żoną reżysera Andre de la Cruza.

## Filmografia
| Rok       | Tytuł                                                 | Rola                               | Uwagi       |
| --------- | ----------------------------------------------------- | ---------------------------------- | ----------- |
| 2000–2012 | M jak miłość                                          | Katarzyna Wójcik-Kociołek          |             |
| 2003      | Kasia i Tomek                                         | kandydatka na lokatorkę            | odc. 4      |
| 2003      | Czego się boją faceci, czyli seks w mniejszym mieście | Niunia, dziewczyna Czabana         | odc. 4      |
| 2004      | Całkiem nowe lata miodowe                             | kandydatka na szwaczkę             | odc. 13     |
| 2006      | Oficerowie                                            | aktorka Laura Majewska-Bogdanowicz | odc. 1      |
| 2008      | Na kocią łapę                                         | Tereska, sekretarka Poznańskiego   |             |
| 2009      | Siostry                                               | sekretarka Dziubasa                | odc. 1      |
| 2010      | Ojciec Mateusz                                        | znajoma Możejki                    | odc. 53     |
| 2010      | Milczenie jest złotem                                 | Jola                               |             |
| 2011      | Unia serc                                             | pielęgniarka                       | odc. 6      |
| 2011      | Układ warszawski                                      | Monika, dziewczyna „Paruzela”      | odc. 2      |
| 2011      | Rezydencja                                            | Bogna                              |             |
| 2012      | Hotel 52                                              | Adrianna Gmyz                      | odc. 58     |
| 2014–2017 | O mnie się nie martw                                  | Ewelina Kołacz                     |             |
| 2017      | Sztuka kochania. Historia Michaliny Wisłockiej        | sekretarka w KC PZPR               |             |
| 2019      | Pierwsza miłość                                       | Milena Suchodolska-Welwet          |             |
| 2019      | Za marzenia                                           | reżyserka „Cyrkowców”              | odc. 24, 25 |
| 2019      | Kobiety mafii 2                                       |                                    |             |
| od 2020   | Barwy szczęścia                                       | Sławomira Jezierska                |             |

## Wybrane role teatralne
| Tytuł sztuki           | Autor                 | Rola               | Reżyseria          | Teatr                                    | Premiera   |
| ---------------------- | --------------------- | ------------------ | ------------------ | ---------------------------------------- | ---------- |
| Zmartwychwstanie       | Lusia Ogińska         | Kasia, Panna Młoda | Bohdan Poręba      | Sala Kongresowa PKiN Warszawa            | 2005-05-15 |
| Sztukmistrz z Lublina  | Isaac Bashevis Singer | Halinka; Cypojra   | Jan Szurmiej       | Teatr im.Siemaszkowej Rzeszów            | 2002-05-11 |
| Śluby panieńskie       | Aleksander Fredro     | Klara              | Paweł Pitera       | Teatr im.Siemaszkowej Rzeszów            | 2002-01-18 |
| Treny                  | Jan Kochanowski       | Urszula            | Henryk Boukołowski | Teatr Adekwatny Warszawa                 | 2001-05-24 |
| Suknia ślubna          | Nelson Rodrigues      | Kobieta 2; Lekarz  | Eduardo Tolentino  | Stowarzyszenie Teatralne - Teatr 77 Łódź | 2000-06-11 |
| Długi obiad świąteczny | Wilder Thornton       | Józefina, Matka    | Waldemar Wilhelm   | Teatr Studyjny PWSFTviT Łódź             | 2000-01-08 |
| Dom Bernardy Alba      | Federico Garcia Lorca | Amelia             | Józef Jasielski    | Teatr Studyjny PWSFTviT Łódź             | 1999-10-23 |